# 黃之徵
黃之徵（?—?），河南彰德人，清朝政治人物。举人出身。
雍正3年（1725年），擔任清朝遵义府婺川縣知縣。后由董良材接任。